# Сахновський Михайло Михайлович
Михайло Михайлович Сахновський (27 лютого 1915, м. Чернігів — 16 травня 1994, м. Дніпропетровськ) — вчений у галузі будівельних конструкцій, доктор технічних наук (1971), професор (1972), лауреат Державної премії СРСР (1949).

## Біографія
Народився в сім’ї викладача Чернігівської жіночої гімназії. Середню технічну освіту отримав у Миколаївському та Харківському будівельних технікумах. Після закінчення навчання з 1932 р. працював техніком-будівельником Далекосхідного військово-будівельного управління у м. Хабаровськ.
У 1937 р. продовжив навчання у Харківському інженерно-будівельному інституті (ХІБІ), який закінчив екстерном у 1939 р. З 1939 по 1940 р. працював старшим інженером інституту «Військпроект» у Харкові і навчався в аспірантурі  ХІБІ, яку закінчив у 1941 р.
З початком Другої світової війни працював інженером Харківського відділення Будівельно-проектного інституту № 4 Наркомату боєприпасів СРСР. З 1942 р. — начальник відділу капітального будівництва, начальник конструкторського відділу, головний інженер Орського заводу металоконструкцій (Оренбурзька область), де впровадив поточне виготовлення конструкцій залізничних мостів для відновлення зруйнованих під час бойових дій. За безпосередньою участю М. М. Сахновського було відновлено понад сто великих залізничних і автомобільних мостів, а також корпуси заводів чорної металургії.
З 1947 р. — головний технолог Дніпропетровського заводу металоконструкцій; з 1951 р. — головний інженер Дніпропетровської контори Державного проектного інституту «Проектстальконструкція»; з 1951 р. — доцент кафедри «Мости і конструкції», в 1961-1988 роках — завідуючий кафедрою «Будівельні конструкції» Дніпропетровського інституту інженерів транспорту (нині Український державний університет науки і технологій). З 1991 р. М. М. Сахновський припинив свою науково-викладацьку діяльність за станом здоров’я.
За час роботи у Дніпропетровському інституті вчений створив наукову школу, визначальний науковий напрям якої — попередження аварій будівельних конструкцій і розробка технічних рішень для збільшення терміну їх експлуатації.
М. М. Сахновський підготував двох докторів технічних наук і 10 кандидатів; видав друком понад 100 наукових праць, в тому числі 12 монографій, отримав 6 авторських свідоцтв.
Був експертом Ради Міністрів і Держбуду СРСР з розслідування аварій металевих конструкцій будівель та інженерних споруд, входив до складу правління Всесоюзного науково-інженерного товариства зварювальників, координаційної Ради зі зварювання і зварних конструкцій Державного комітету з науки і техніки при Раді Міністрів СРСР.
Помер 16 травня 1994 року у Дніпропетровську.

## Нагороди
Нагороджений Державною премією СРСР, (1949) за участь у розробці технологій суцільнозварних доменних печей. Також нагороджений орденом «Знак Пошани» (1959)

## Праці
- Металлические конструкции (техническая эксплуатация) / под. ред. М.М. Сахновского. - Київ : Будівельник, 1976. - 255 с.
- Сахновский М. М. Легкие конструкции стальных каркасов зданий и сооружений / М. М. Сахновский. - Київ : Будівельник, 1984. - 160 с.
- Сахновский М. М. Металлические конструкции в железнодорожном строительстве. Ч.1 : Лекции 1-6 / М. М. Сахновский. - 2-е изд., перераб. и доп. - Днепропетровск : [б. и.]. - 1973. - 91 с.
- Сахновский, М. М. Металлические конструкции в железнодорожном строительстве. Ч.2 : Конспект лекций 7-12 / М. М. Сахновский. - 2-е изд., перераб. и доп. - Днепропетровск : [б. и.]. - 1976. - 120 с.
- Сахновский М. М. Металлические конструкции. Примеры расчета элементов и конструкций промышленных зданий : метод. пособие по курс. проектир. для студ. V курса спец. «Пром. и гражд. стр-во, мосты и тоннели, стр-во железных дорог» / М. М. Сахновский. - Москва : ВЗИИТ, 1967. - 152 с.
- Сахновский М. М. Металлическая подкрановая балка : метод. указ. к выполнению раздела курс. проекта / М. М. Сахновский. - Днепропетровск : ДИИТ, 1975. - 62 с.
- Сахновский М. М. Пособие по дипломному проектированию по специальности ПГС специализации «Строительные конструкции» / М. М. Сахновский. - Днепропетровск : [б. и.], 1968. - 92 с.
- Сахновский М. М. Расчет поперечной рамы металлического каркаса промздания : метод. указ. / М. М. Сахновский. - Днепропетровск : [б. и.], 1974. - 67 с.
- Сахновский М. М. Справочник конструктора строительных сварных конструкций / М. М. Сахновский. - Днепропетровск : Промінь, 1975. - 237 с.
- Сахновский М. М. Технологичность строительных сварных стальных конструкций / М. М. Сахновский. - 3-е изд., перераб. и доп. - Київ : Будівельник, 1980. - 263 с.
- Сахновский М. М. Уроки аварий стальных конструкций / М. М. Сахновский. - Київ : Будівельник, 1969. - 200 с.